# Tecomanthe speciosa
Tecomanthe speciosa là một loài thực vật có hoa trong họ Chùm ớt. Loài này được W.R.B.Oliv. miêu tả khoa học đầu tiên năm 1948.